# Campyloneurus fulvipennis
Campyloneurus fulvipennis är en stekelart som beskrevs av Gyöö Viktor Szépligeti 1908. Campyloneurus fulvipennis ingår i släktet Campyloneurus och familjen bracksteklar. Inga underarter finns listade.